# العلاقات الأمريكية الليسوتوية
العلاقات الأمريكية الليسوتوية هي العلاقات الثنائية التي تجمع بين الولايات المتحدة وليسوتو.

## مقارنة بين البلدين
هذه مقارنة عامة ومرجعية للدولتين:
| وجه المقارنة                                              | الولايات المتحدة                                                                                                  | ليسوتو                      |
| --------------------------------------------------------- | --- | --------------------------- |
| المساحة (كم2)                                             | 9.83 مليون | 32.96 ألف                   |
| عدد السكان (نسمة)                                         | 311.58 مليون | 2.23 مليون                  |
| الكثافة السكانية (ن./كم²)                                 | 31.7 | 67.66                       |
| العاصمة                                                   | واشنطن العاصمة | ماسيرو                      |
| اللغة الرسمية                                             | لغة إنجليزية | لغة إنجليزية، اللغة السوتية |
| العملة                                                    | دولار أمريكي | لوتي ليسوتو                 |
| الناتج المحلي الإجمالي (بليون دولار)                      | 19.39 تريليون | 2.64 مليار                  |
| الناتج المحلي الإجمالي (تعادل القوة الشرائية) بليون دولار | 18.04 تريليون | 6.30 مليار                  |
| الناتج المحلي الإجمالي الاسمي للفرد دولار أمريكي          | 56.12 ألف | 1.07 ألف                    |
| الناتج المحلي الإجمالي للفرد دولار أمريكي                 | 54.63 ألف | 2.64 ألف                    |
| مؤشر التنمية البشرية                                      | 0.920 | 0.497                       |
| رمز المكالمات الدولي                                      | +1 | +266                        |
| رمز الإنترنت                                              | .us، حكومة، .mil، Edu.                                                                                            | .ls                         |
| المنطقة الزمنية                                           | توقيت ساموا الأمريكية، توقيت أطلنطي موحد، منطقة زمنية وسطى، توقيت ألاسكا ‏، المنطقة الزمنية الجبلية، توقيت تشامرو ‏ | ت ع م+02:00                 |

## مدن متوأمة
في ما يلي قائمة باتفاقيات التوأمة بين مدن أمريكية وليسوتوية:
- ترتبط أوستن مع ماسيرو باتفاقية توأمة منذ 1992.

## منظمات دولية مشتركة
يشترك البلدان في عضوية مجموعة من المنظمات الدولية، منها:
| علم المنظمة | اسم المنظمة                               | تاريخ انضمام الولايات المتحدة | تاريخ انضمام ليسوتو |
| ----------- | ----------------------------------------- | ----------------------------- | ------------------- |
|             | وكالة ضمان الاستثمار متعدد الأطراف        | 12 أبريل 1988                 | 12 أبريل 1988       |
|             | الاتحاد الدولي للاتصالات                  | 1 يوليو 1908                  | 26 مايو 1967        |
|             | يونسكو                                    | 4 نوفمبر 1946                 | 29 سبتمبر 1967      |
|             | البنك الإفريقي للتنمية                    | ?                             | ?                   |
|             | الأمم المتحدة                             | 24 أكتوبر 1945                | 17 أكتوبر 1966      |
|             | المركز الدولي لتسوية المنازعات الاستشارية | 14 أكتوبر 1966                | 7 أغسطس 1969        |
|             | البنك الدولي للإنشاء والتعمير             | 27 ديسمبر 1945                | 25 يوليو 1968       |
|             | مؤسسة التمويل الدولية                     | 20 يوليو 1956                 | 29 سبتمبر 1972      |
|             | منظمة الشرطة الجنائية الدولية             | ?                             | ?                   |
|             | مؤسسة التنمية الدولية                     | 24 سبتمبر 1960                | 19 سبتمبر 1968      |
|             | الاتحاد البريدي العالمي                   | ?                             | ?                   |
|             | منظمة حظر الأسلحة الكيميائية              | ?                             | ?                   |
|             | منظمة التجارة العالمية                    | ?                             | ?                   |

## وصلات خارجية
- موقع وزارة الخارجية الأمريكية
- موقع وزارة الخارجية الليسوتوية